# Chorthippus
Chorthippus är ett släkte av insekter som beskrevs av Franz Xaver Fieber 1852. Chorthippus ingår i familjen gräshoppor.

## Bildgalleri

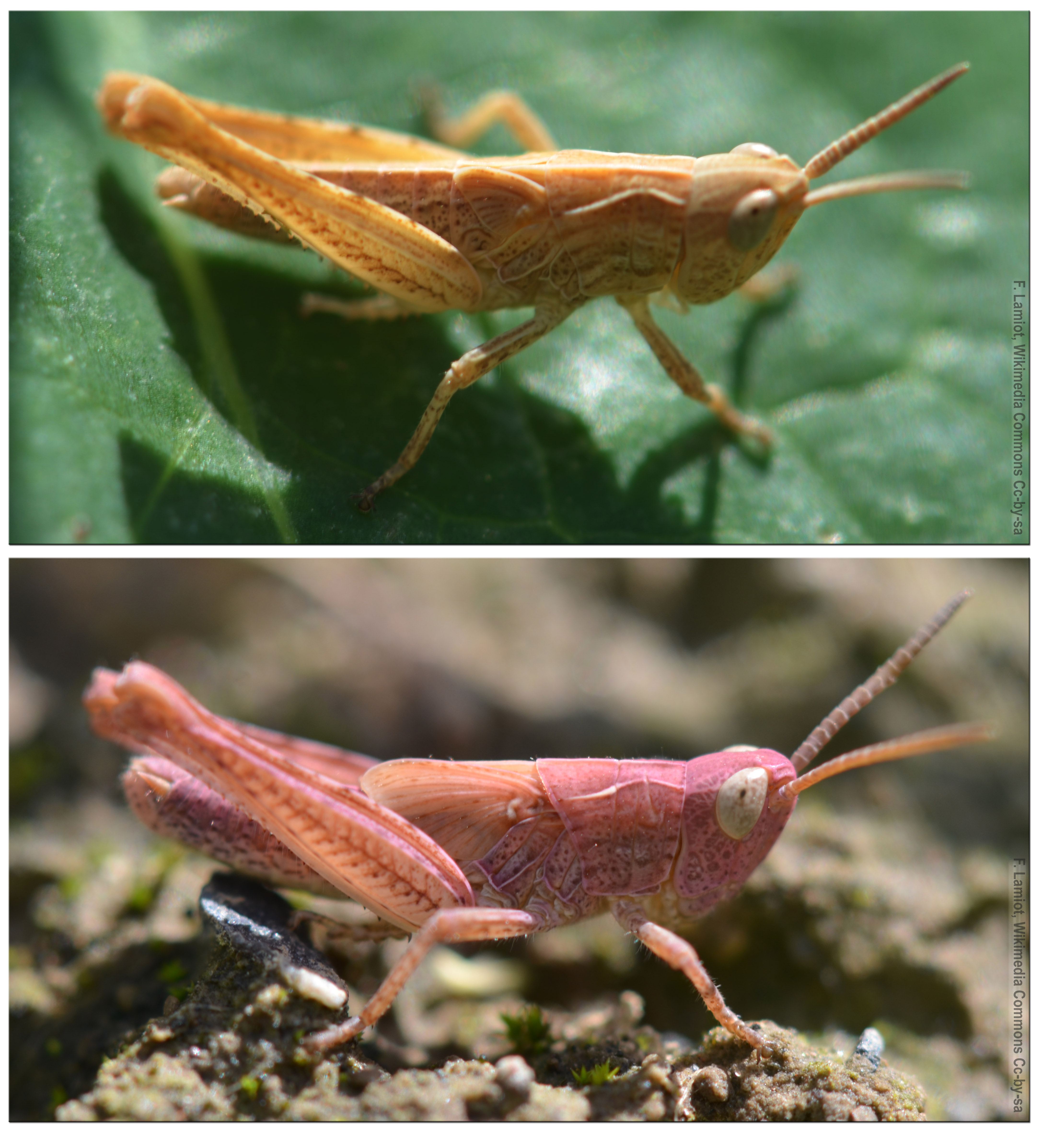

## Dottertaxa tillChorthippus, i alfabetisk ordning[1][2]
- Chorthippus abchasicus
- Chorthippus acroleucus
- Chorthippus albomarginatus
- Chorthippus albonemus
- Chorthippus almoranus
- Chorthippus alticola
- Chorthippus alxaensis
- Chorthippus amplilineatus
- Chorthippus amplimedilocus
- Chorthippus amplintersitus
- Chorthippus angulatus
- Chorthippus antecessor
- Chorthippus antennalis
- Chorthippus apicalis
- Chorthippus apricarius
- Chorthippus apricaroides
- Chorthippus ariasi
- Chorthippus aroliumulus
- Chorthippus atridorsus
- Chorthippus badachshani
- Chorthippus badius
- Chorthippus beianensis
- Chorthippus bellus
- Chorthippus biguttulus
- Chorthippus bilineatus
- Chorthippus binotatus
- Chorthippus biroi
- Chorthippus bornhalmi
- Chorthippus bozdaghi
- Chorthippus brachypterus
- Chorthippus brevicornis
- Chorthippus brevipterus
- Chorthippus brunneus
- Chorthippus bucharicus
- Chorthippus burripes
- Chorthippus caliginosus
- Chorthippus caporiaccoi
- Chorthippus cavilosus
- Chorthippus cazurroi
- Chorthippus changbaishanensis
- Chorthippus changtunensis
- Chorthippus chapini
- Chorthippus chayuensis
- Chorthippus chloroticus
- Chorthippus cialancensis
- Chorthippus conicaudatus
- Chorthippus corsicus
- Chorthippus crassiceps
- Chorthippus curtipennis
- Chorthippus dahinganlingensis
- Chorthippus daitongensis
- Chorthippus daixianensis
- Chorthippus darvazicus
- Chorthippus davatchii
- Chorthippus daweishanensis
- Chorthippus deqinensis
- Chorthippus dichrous
- Chorthippus dierli
- Chorthippus dirshi
- Chorthippus dorsatus
- Chorthippus dubius
- Chorthippus eisentrauti
- Chorthippus elbursianus
- Chorthippus ezuoqiensis
- Chorthippus fallax
- Chorthippus ferdinandi
- Chorthippus ferghanensis
- Chorthippus flavabdomenis
- Chorthippus flavitibias
- Chorthippus flexivenoides
- Chorthippus foveatus
- Chorthippus gansuensis
- Chorthippus geminus
- Chorthippus genheensis
- Chorthippus giganteus
- Chorthippus gongbuensis
- Chorthippus gongshanensis
- Chorthippus grahami
- Chorthippus guandishanensis
- Chorthippus haibeiensis
- Chorthippus halawuensis
- Chorthippus hallasanus
- Chorthippus hammarstroemi
- Chorthippus heilongjiangensis
- Chorthippus helanshanensis
- Chorthippus helverseni
- Chorthippus hemipterus
- Chorthippus hengshanensis
- Chorthippus himalayanus
- Chorthippus hingstoni
- Chorthippus hirtus
- Chorthippus horqinensis
- Chorthippus hsiai
- Chorthippus huchengensis
- Chorthippus hyrcanus
- Chorthippus ilkazi
- Chorthippus indus
- Chorthippus ingenitzkyi
- Chorthippus intermedius
- Chorthippus jachontovi
- Chorthippus jacobsi
- Chorthippus jacobsoni
- Chorthippus jilinensis
- Chorthippus jishishanensis
- Chorthippus johnseni
- Chorthippus jucundus
- Chorthippus jutlandica
- Chorthippus kangdingensis
- Chorthippus karatavicus
- Chorthippus karateghinicus
- Chorthippus karelini
- Chorthippus kazdaghensis
- Chorthippus keshanensis
- Chorthippus ketmenicus
- Chorthippus kirghizicus
- Chorthippus kiyosawai
- Chorthippus kusnetzovi
- Chorthippus labaumei
- Chorthippus lacustris
- Chorthippus latilifoveatus
- Chorthippus latisulcus
- Chorthippus lebanicus
- Chorthippus leduensis
- Chorthippus longicornis
- Chorthippus loratus
- Chorthippus louguanensis
- Chorthippus luminosus
- Chorthippus macrocerus
- Chorthippus maracandicus
- Chorthippus maritimus
- Chorthippus markamensis
- Chorthippus miramae
- Chorthippus mistshenkoi
- Chorthippus mollis
- Chorthippus monilicornis
- Chorthippus montanus
- Chorthippus moreanus
- Chorthippus muktinathensis
- Chorthippus neipopennis
- Chorthippus nemus
- Chorthippus nepalensis
- Chorthippus nevadensis
- Chorthippus nigricanivenus
- Chorthippus ningwuensis
- Chorthippus nudus
- Chorthippus occidentalis
- Chorthippus oreophilus
- Chorthippus oschei
- Chorthippus pamiricus
- Chorthippus parallelus
- Chorthippus parnon
- Chorthippus parvulus
- Chorthippus pascuus
- Chorthippus pavlovskii
- Chorthippus peneri
- Chorthippus pilipes
- Chorthippus planidentis
- Chorthippus plotnikovi
- Chorthippus porphyropterus
- Chorthippus pulloides
- Chorthippus pullus
- Chorthippus pygmaeus
- Chorthippus qilianshanensis
- Chorthippus qingzangensis
- Chorthippus rebuntoensis
- Chorthippus reissingeri
- Chorthippus relicticus
- Chorthippus robustus
- Chorthippus rubensabdomenis
- Chorthippus rubratibialis
- Chorthippus ruficornus
- Chorthippus rufifemurus
- Chorthippus rufipennis
- Chorthippus saitzevi
- Chorthippus sangiorgii
- Chorthippus sanlanggothis
- Chorthippus satunini
- Chorthippus savalanicus
- Chorthippus saxatilis
- Chorthippus separatanus
- Chorthippus shantariensis
- Chorthippus shantungensis
- Chorthippus shennongjiaensis
- Chorthippus shumakovi
- Chorthippus similis
- Chorthippus songoricus
- Chorthippus squamopennis
- Chorthippus supranimbus
- Chorthippus szijji
- Chorthippus tadzhicus
- Chorthippus taiyuanensis
- Chorthippus taurensis
- Chorthippus tianshanensis
- Chorthippus tianshanicus
- Chorthippus tiantangensis
- Chorthippus tibetanus
- Chorthippus transalajicus
- Chorthippus turanicus
- Chorthippus unicubitus
- Chorthippus uvarovi
- Chorthippus vagans
- Chorthippus vicinus
- Chorthippus willemsei
- Chorthippus wuyishanensis
- Chorthippus wuyuerhensis
- Chorthippus xiningensis
- Chorthippus xueshanensis
- Chorthippus xunhuaensis
- Chorthippus yajiangensis
- Chorthippus yanmenguanensis
- Chorthippus yanyuanensis
- Chorthippus yersini
- Chorthippus yuanmowensis
- Chorthippus yulingensis
- Chorthippus yunnanensis
- Chorthippus zaitzevi
- Chorthippus zhengi